# Gouvernement Juncker-Poos II
Grand-Duché de Luxembourg
Gouvernement Juncker-Poos I Gouvernement Juncker-Polfer
Le gouvernement Juncker-Poos II (luxembourgeois : Regierung Juncker-Poos II), est le gouvernement du Luxembourg en fonction du 26 janvier 1995 au 7 août 1999.

## Le remaniement
Le 26 janvier 1995, le Premier ministre Jean-Claude Juncker procède à un remaniement des départements ministériels. Deux nouveaux membres entrent au gouvernement : Michel Wolter reprend les ministères de l’Intérieur, de la Fonction publique et de la Réforme administrative, tandis qu’Erna Hennicot-Schoepges devient ministre de l’Éducation nationale et de la Formation professionnelle, ministre de la Culture et ministre des Cultes. Jean Spautz, accédant à la présidence de la Chambre des députés, ne fait plus partie de la nouvelle équipe. Lors de la formation du gouvernement, le nouveau ministère de la Promotion féminine est créé. Il est attribué à Marie-Josée Jacobs. Un remaniement ministériel a lieu le 30 janvier 1998 à la suite de la démission des ministres Marc Fischbach et Johny Lahure. Marc Fischbach a en effet été élu juge à la Cour européenne des droits de l’homme le
27 janvier 1998. Luc Frieden reprend le ministère de la Justice. Il est en outre chargé du Budget et des Relations avec le Parlement. Lydie Err devient secrétaire d’État aux Affaires étrangères, au Commerce extérieur et à la Coopération, tandis que Georges Wohlfart est promu ministre de la Santé, de l’Éducation physique et des Sports. Alex Bodry ajoute l’Environnement à ses portefeuilles.

## Composition

### Initiale (26 janvier 1995)
| Portefeuille | Titulaire | Titulaire               | Parti |
| --- | --------- | ----------------------- | ----- |
| Premier ministre Ministre d'État Ministre des Finances Ministre du Travail et de l'Emploi                                                    |           | Jean-Claude Juncker     | CSV   |
| Vice-Premier ministre Ministre des Affaires étrangères, du Commerce extérieur et de la Coopération                                           |           | Jacques F. Poos         | LSAP  |
| Ministre de l'Agriculture, de la Viticulture et du Développement rural Ministre des Classes moyennes et du Tourisme Ministre du Logement     |           | Fernand Boden           | CSV   |
| Ministre de la Justice Ministre du Budget Ministre aux Relations avec le Parlement                                                           |           | Marc Fischbach          | CSV   |
| Ministre de la Santé Ministre de l'Environnement                                                                                             |           | Johny Lahure            | LSAP  |
| Ministre de l'Économie Ministre des Travaux publics Ministre de l'Énergie                                                                    |           | Robert Goebbels         | LSAP  |
| Ministre de l'Aménagement du Territoire Ministre de la Force publique Ministre de l'Éducation physique et des Sports Ministre de la Jeunesse |           | Alex Bodry              | LSAP  |
| Ministre de la Famille Ministre de la Promotion féminine Ministre aux Handicapés et aux Accidentés de la vie                                 |           | Marie-Josée Jacobs      | CSV   |
| Ministre de la Sécurité sociale Ministre des Transports Ministre des Communications                                                          |           | Mady Delvaux-Stehres    | LSAP  |
| Ministre de l'Éducation nationale et de la Formation professionnelle Ministre de la Culture Ministre des Cultes                              |           | Erna Hennicot-Schoepges | CSV   |
| Ministre de l'Intérieur Ministre de la Fonction publique et de la Réforme administrative                                                     |           | Michel Wolter           | CSV   |
| Secrétaire d'État aux Affaires étrangères, au Commerce extérieur et à la Coopération Secrétaire d'État aux Travaux publics                   |           | Georges Wohlfart        | LSAP  |

### Remaniement du 30 janvier 1998
- Les nouveaux ministres sont indiqués en gras, ceux ayant changé d'attributions en italique.

| Portefeuille | Titulaire | Titulaire               | Parti |
| --- | --------- | ----------------------- | ----- |
| Premier ministre Ministre d'État Ministre des Finances Ministre du Travail et de l'Emploi                                                |           | Jean-Claude Juncker     | CSV   |
| Vice-Premier ministre Ministre des Affaires étrangères, du Commerce extérieur et de la Coopération                                       |           | Jacques F. Poos         | LSAP  |
| Ministre de l'Agriculture, de la Viticulture et du Développement rural Ministre des Classes moyennes et du Tourisme Ministre du Logement |           | Fernand Boden           | CSV   |
| Ministre de l'Économie Ministre des Travaux publics Ministre de l'Énergie                                                                |           | Robert Goebbels         | LSAP  |
| Ministre de l'Aménagement du Territoire Ministre de la Force publique Ministre de l'Environnement Ministre de la Jeunesse                |           | Alex Bodry              | LSAP  |
| Ministre de la Famille Ministre de la Promotion féminine Ministre aux Handicapés et aux Accidentés de la vie                             |           | Marie-Josée Jacobs      | CSV   |
| Ministre de la Sécurité sociale Ministre des Transports Ministre des Communications                                                      |           | Mady Delvaux-Stehres    | LSAP  |
| Ministre de l'Éducation nationale et de la Formation professionnelle Ministre de la Culture Ministre des Cultes                          |           | Erna Hennicot-Schoepges | CSV   |
| Ministre de l'Intérieur Ministre de la Fonction publique et de la Réforme administrative                                                 |           | Michel Wolter           | CSV   |
| Ministre de la Santé Ministre de l'Éducation physique et des Sports                                                                      |           | Georges Wohlfart        | LSAP  |
| Ministre de la Justice Ministre du Budget Ministre aux Relations avec le Parlement                                                       |           | Luc Frieden             | CSV   |
| Secrétaire d'État aux Affaires étrangères, au Commerce extérieur et à la Coopération Secrétaire d'État aux Travaux publics               |           | Lydie Err               | LSAP  |

## La politique extérieure
Sur le plan européen, le gouvernement accorde la priorité aux questions de l’emploi, de l’harmonisation fiscale et de l’introduction de la monnaie unique. En ce qui concerne l’emploi, il défend notamment l’idée que tous les pays européens proposent un salaire social minimum. Dans le domaine de l’harmonisation et de la coordination des politiques fiscales, les autorités luxembourgeoises ne sont pas opposées à une réglementation au niveau de tous les États européens concernant la question de la retenue à la source. Mais celle-ci doit ménager la place financière et tenir compte des intérêts de tous les États membres. Une imposition minimale des revenus de capitaux doit aller de pair avec des progrès au niveau de la fiscalité des entreprises. La performance la plus spectaculaire de l’Union européenne pendant cette période est sans doute l’introduction de l’euro au 1er janvier 1999. Pendant la Présidence luxembourgeoise du Conseil de l’Union européenne en 1997, des avancées significatives sont obtenues dans le long processus de création de la monnaie commune. En 1996, le Luxembourg, avec les autres États membres de l’Union européenne, avait arrêté le pacte de stabilité et de croissance devant garantir la stabilité de la future monnaie unique.
En tant que membre de l’OTAN, le Luxembourg participe à la recherche d’une solution aux guerres ethniques qui ébranlent l’ex-Yougoslavie. Ainsi, le gouvernement luxembourgeois soutient l’intervention militaire de l’OTAN au Kosovo. Il met en place des structures d’accueil pour héberger les réfugiés et accorde une aide d’urgence d’un milliard de francs luxembourgeois pour la reconstruction des régions dévastées par le conflit.

## La politique économique
Pendant la période 1995-1999, le Luxembourg connaît une forte croissance économique. En 1998, elle atteint 5,7%, alors que l’inflation est à son niveau le plus bas avec 1%. Ceci est l’effet d’une politique de stabilité conséquente qui a été posée comme condition à l’entrée dans l’Union économique et monétaire européenne. L’expansion se traduit également au niveau de l’emploi. Entre 1995 et 1998, 29 700 nouveaux emplois ont été créés. Néanmoins, le taux de chômage reste relativement élevé avec 3%. Si le marché de l’emploi continue à se développer au même rythme et si la population s’accroît dans les mêmes proportions, le Grand-Duché comptera 400 000 emplois et 700 000 habitants en 2025. Cette perspective, clairement énoncée par les autorités politiques, justifie une politique ambitieuse d’investissement dans les infrastructures. Entre 1994 et 1998, l’État luxembourgeois investit quelque 74,2 milliards de francs dans l’économie. La collectrice du sud relie les villes du Bassin minier, qui continue à souffrir du démantèlement de la sidérurgie, alors que la pénétrante du sud facilite l’accès à la capitale. La route du nord doit désenclaver l’Oesling. L’autoroute de la Sarre, une fois terminée, complétera le cercle des communications routières de la Grande Région. Puisque le réseau routier ne saura absorber la masse des déplacements quotidiens, le gouvernement élabore aussi un concept de circulation qui intègre le bus, le tram et le chemin de fer, le BTB (Bus-Tram-Bunn). Tout comme le BTB, le TGV-Est est d’une grande importance pour maintenir l’attrait du pays comme site d’implantation. Le Luxembourg s’engage à participer aux frais de construction de la ligne Paris-Luxembourg à hauteur de 4,6 milliards de francs.
À côté des investissements dans le secteur des communications, la poursuite de l’aménagement du plateau de Kirchberg représente une charge importante pour le budget de l’État. Ces travaux traduisent la volonté du gouvernement de transformer cette zone initialement vouée aux institutions européennes en un quartier à part entière de la ville de Luxembourg, qui intègre l’habitat, le commerce et les loisirs. Un point central du réaménagement est la transformation de l’ancienne autoroute en boulevard urbain. 
Le développement du secteur audiovisuel et des médias demeure prioritaire. Le gouvernement continue à soutenir l’expansion de la SES, qui peut être considérée comme le fleuron de la politique de diversification poursuivie depuis la crise de la sidérurgie. En 1997, la SES exploite 11 satellites et les programmes Astra sont captés par 70 millions de spectateurs. Avec 2,7 milliards de francs payés en redevances et impôts, la SES est le principal contribuable de l’État luxembourgeois.

## La politique sociale
Sur le plan social, le gouvernement continue à développer l’idée du modèle luxembourgeois. Une de ses préoccupations majeures est d’éviter un dérapage éventuel de la situation en matière de chômage. La Tripartite sur l’emploi siège à deux reprises pendant la législature. Dans le cadre de la réunion tripartite, les partenaires sociaux s’accordent sur une politique générale salariale modérée. Il est convenu que l’évolution salariale doit respecter le développement de la productivité. En matière de pensions, la politique gouvernementale vise à garantir à moyenne échéance le système de pension légal, son niveau de performance et ses possibilités. Le gouvernement tente notamment de rapprocher les régimes des retraites et pensions des secteurs public et privé.

## La politique culturelle
En 1995, Luxembourg est ville européenne de la culture. Cette manifestation positionne le Luxembourg sur l’échiquier culturel international et donne une nouvelle impulsion à la politique culturelle nationale. Le gouvernement lance un vaste programme de construction de musées et d’institutions culturelles, notamment le Musée d’art moderne Grand-Duc Jean et le Musée de la forteresse dans les vestiges du fort Thüngen, une salle philharmonique à la place de l’Europe, un Centre culturel de rencontre dans les bâtiments de l’ancienne abbaye de Neumünster. À côté de ces projets, le Casino – Forum d’art contemporain poursuit sa politique de sensibilisation à l’art, entamée pendant l’année culturelle 1995. Le Centre national de littérature est inauguré le 13 octobre 1995. En 1996, le Musée national d’histoire naturelle, entièrement rénové, ouvre ses portes. À la fin de la législature, la rénovation du Musée national d’histoire et d’art est lancée.